# Holotrichia confusa
Holotrichia confusa är en skalbaggsart som beskrevs av Moser 1917. Holotrichia confusa ingår i släktet Holotrichia och familjen Melolonthidae. Inga underarter finns listade i Catalogue of Life.